# Керол Бромлі
Керол Бромлі — британська поетеса та викладач творчого письма в Йоркському університеті.

## Життя
Керол має дипломи Університетів Редінга та Університету Йорка, а також ступінь в Університеті Гламоргана (нині Університет Південного Вельсу).
Керол Бромлі пише близько десяти років. Нещодавно вона кинула викладацьку роботу, щоб більше часу приділяти написанню, і тепер дає репетиторські уроки з творчого письма в Центрі неперервного навчання Йоркського університету, а також проводить час від часу семінари в школах. Зараз вона керує поетичними операціями від імені Товариства поезії.
Її вірші широко публікувалися в журналах, включаючи The New Welsh Review, The Rialto, The North, Mslexia, Magma, і Stand.
У 2005 році її збірка памфлетів " Незапланована зупинка " стала переможцем першого етапу в конкурсі поетичних бізнес-книг і памфлетів, а також була запрошена читати на фестивалі поезії в Олдебурзі. Вона читала у складі поетів, представлених у «Повороті злоби».
Бромлі одружена, має чотирьох дітей і живе в Йорку.

## Нагороди
Керол виграла або взяла участь у таких конкурсах: The Bridport Prize, Housman Society, Yorkshire, Ware, New Forest, Whiteadder Press, Staple, Mslexia, BT, Barnet, Guardian Text Poem, Connections, Writersinc, Yorkshire Evening Press, Lancaster Litfest, Ilkley.

## Роботи
- «le penseur», Smiths Knoll, No 17 — 1998
- Away [Архівовано 17 лютого 2012 у Wayback Machine.]
- «A Candle for Lesley»; «Tom Makes His Mark»; «A Jewish giant at home with his parents»; «Pilgrimage» [Архівовано 24 вересня 2015 у Wayback Machine.]
- «Dad's Bike», Close readings, The Guardian, 6 February 2007 [Архівовано 5 березня 2016 у Wayback Machine.]

### Книги
- Mslexia, Autumn 2001
- Unscheduled Halt, Smith/Doorstop 2005, ISBN 978-1-902382-72-2
- Skylight, Smith/Doorstop 2009, ISBN 1-902382-72-2
- A Guided Tour of the Ice House 2011, ISBN 978-1906613310
- The Stonegate Devil 2015, ISBN 978-1910367544
- Blast Off! 2017, ISBN 978-1910367766

### Антології
- Пробиратися через глибоку воду (ред. Тоні Кертіс), 2001
- Образи жінок (ред. Майра Шнайдер і Діліс Вуд), Arrowhead Press спільно з Second Light, 2006
- A Twist of Malice, Grey Hen Press,ISBN 978-0-9552952-2-5